# Словенські назви майданів та будинків

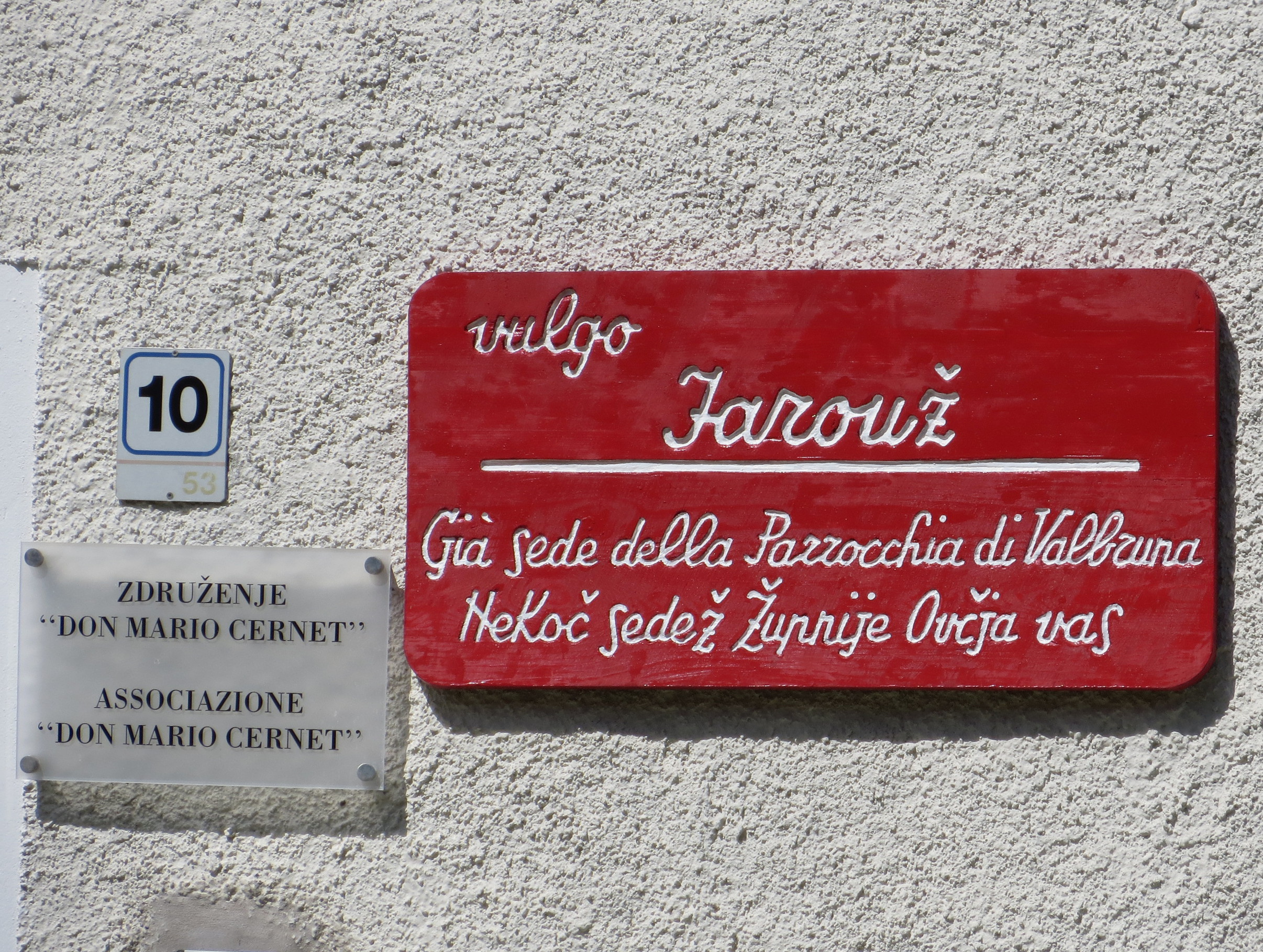
Назва будинку «Jarouž» в Італії

Традиційні словенські назви майданів і будинків є частиною культурної спадщини словенців, а також німецькомовного населення Каринтії, Австрія. Багато дослідників, громад та організацій працюють над збереженням словенських мікротопонімів.
У 2010 році «словенські назви майданів і будинків у Каринтії» були включені до Списку ЮНЕСКО нематеріальної культурної спадщини  в Австрії. Збереження словенських топонімів у цій місцевості є особливо критичним, оскільки тут протягом століть писемною мовою була німецька, тоді як традиція словенської передавалась у розмовній, діалектній формі, і сьогодні лише невелика кількість людей використовує традиційні назви.
Існує транскордонне співробітництво Словенії та Австрії, спрямоване на збереження назв майданів та будинків. Перші місцеві ініціативи розпочалися в Горенському окрузі Словенії у 2005 році. У 2008 році до них долучилася Південна Каринтія. Європейський транскордонний проект FLU_LED (2011—2015) об'єднав ці два зусилля в одне. Обидва регіони розробили спільну методологію збору даних та документування (запис та картографування) та залучили понад 1600 людей похилого віку для збору назв. До 2020 року було задокументовано 15 700 назв будинків і 9 600 назв майданів.